# Batalla de Kirk Kilisse
La batalla de Kirk Kilisse, batalla de Kirkkilise o batalla de Lozengrad se libró entre el 22 y el 24 de octubre de 1912, durante la primera guerra de los Balcanes, entre Bulgaria y el Imperio otomano.  El ejército búlgaro derrotó al otomano en la Tracia oriental.

## Disposición de fuerzas
El enfrentamiento se libró entre el 22 y el 24 de octubre de 1912, entre Adrianópolis al oeste y Kirkkilise (Lozengrad), al este. La línea otomana la formaban: la guarnición de Adrianópolis, en el extremo izquierdo, una división de caballería, y luego los cuerpos de ejército IV, I, II y III. En el extremo derecho de le línea se encontraba la fortaleza de Lozengrad.

## La batalla
El día 22, el 2.º Ejército búlgaro avanzó hacia Adrianópolis, para evitar que la guarnición pudiese auxiliar al resto de fuerzas que formaban la línea defensiva enemiga. Esa misma noche, el 3.er Ejército búlgaro asaltó las anticuadas defensas de Lozengrad. Por la tarde, el 1.er Ejército búlgaro entró en contacto con el grueso de las fuerzas enemigas al suroeste de Lozengrad, donde también se encontró con unidades de la guarnición de Adrianópolis, que avanzaban en dirección a Lozengrad.
Los búlgaros rechazaron un débil ataque a su flanco izquierdo, realizado por la guarnición de Adrianópolis, y un intento de flanquear el ala izquierda del 3.er Ejército. La noche del 23 de octubre, los otomanos abandonaron en desorden los dos fuertes de Lozengrad, que los búlgaros tomaron sin encontrar resistencia a la mañana siguiente.
En los combates por el control de la plaza, los asaltos de infantería búlgaros, apoyados por la artillería, resultaron muy eficaces. Las fuerzas otomanas sufrieron la ineficacia de los mandos, la desmoralización de las tropas y la falta de disciplina de estas. A partir del 24, toda la línea otomana se hundió y se produjo una caótica retirada en mitad de la intensa lluvia.
Después de la victoria, el ministro de Guerra francés, Alexandre Millerand, declaró que el Ejército búlgaro era el mejor de Europa, y que preferiría tener cien mil búlgaros junto los Aliados que a cualquier otro ejército europeo.

## Consecuencias

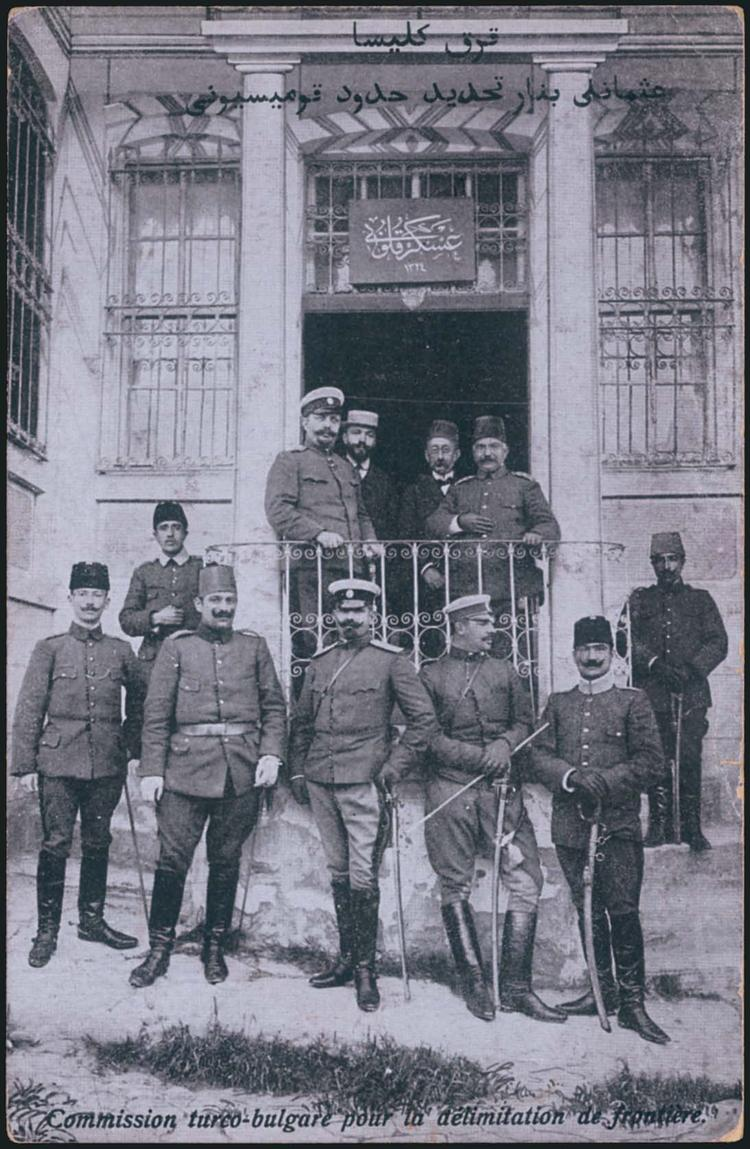
Comisión de determinación de la frontera turco-búlgara, Lozengrad, 1912

Los búlgaros sufrieron 887 muertos y 4034 heridos en la batalla, y los otomanos, unos 1500 muertos y heridos y entre 2000 y 3000 prisioneros. La pérdida de Lozengrad fue un grave revés para los otomanos y la derrota sumió al mando y a las tropas en la desmoralización. El norte de Tracia quedó en manos búlgaras. Abdullah bajá, afectado por la derrota, solicitó que el Consejo de Ministros pidiese la paz.